# تطبيق أحكام الشرائع الدينية غير الإسلامية في مصر
تطبيق أحكام الشرائع الدينية غير الإسلامية في مصر يتم في مسائل الأحوال الشخصية المتعلقة بالزواج والمسائل المتفرعة عنه (كالطلاق)؛ لأنها مسائل لا توجد لها قوانين موحدة تطبق على جميع المصريين (بعكس مسائل المواريث والوصايا)؛ وذلك لوجود تقاليد راسخة في مصر تقوم على تطبيق أحكام الطوائف الدينية المعترف بها على هذه المسائل. وهذا التطبيق يعد استثناءً على الأصل العام في مصر، الذي يعتبر الشريعة الإسلامية هي الشريعة صاحبة الولاية العامة في مسائل الأحوال الشخصية.
ويشترط لتطبيق أحكام الديانة المسيحية أو اليهودية، على غير المسلمين من المصريين، في مسائل الأحوال الشخصية، ما يلي: اتحاد طرفي العلاقة في الديانة والملة والطائفة، وأن تكون لطرفي العلاقة جهة قضائية منظمة حتى 31 ديسمبر 1955، وعدم تعارض القاعدة المراد تطبيقها مع النظام العام.

## شروط التطبيق

### اتحاد طرفي العلاقة في الديانة والملة والطائفة
المقصود بالديانة هو المسيحية أو اليهودية؛ لأن القانون المصري لا يعترف إلا بهما بجانب الشريعة الإسلامية. أما الملة، فهي طريقة فهم الديانة (مثال: الملة الأرثوذكسية التابعة للديانة المسيحية)، وقد تنقسم إلى عدة طوائف. والطائفة (أو المذهب) هي مجموعة من الناس تؤمن بنفس الديانة والملة، وتجمعهم روابط مشتركة كالجنس أو النوع أو اللغة أو التقاليد (مثال: الطائفة القبطية الأرثوذكسية، التابعة للملة الأرثوذكسية، التابعة بدورها للديانة المسيحية)، والفارف بينها وبين الملة هو: أن الملة هي وحدة دينية، والطائفة هي وحدة اجتماعية.
وقد اشترط القانون المصري اتحاد طرفي العلاقة في الديانة والملة والطائفة؛ حتى يتم التطبيق الاستثنائي لأحكام الشريعة التي يعتنقها الطرفان على العلاقة؛ كأن يكون كل من الزوجين مسيحي قبطي أرثوذكسي. فإذا كان المتنازعان ينتميان لديانتين مختلفتين، أو كانا من ديانة واحدة ولكنهما من ملتين مختلفتين (كأن يكونا مسيحيين، أحدهما أرثوذكسي والآخر كاثوليكي)، أو كانا من ديانة واحدة وملة واحدة ولكنهما من طائفتين مختلفتين (كأن يكونا مسيحيين أرثوذكسيين، أحدهما قبطي والآخر سرياني): فإنه لا تطبق شريعة أي منهما، وإنما سيتم تطبيق أحكام الشريعة الإسلامية باعتبارها الشريعة العامة في منازعات الأحوال الشخصية للمصريين.
وبالنسبة لمعنى «طرفي العلاقة»، اللذان يشترط القانون اتحادهما في الديانة والملة والطائفة، فإنه لا يُشترَط أن يكونا هما الخصوم في دعوى متعلقة بالأحوال الشخصية؛ فعلى سبيل المثال: قد يكون طرفا العلاقة هما الزوجين (وهما من يعتد القانون باتحادهما في الديانة والملة والطائفة)، ثم ترفع الزوجة دعوى تطالب فيها بما لها من النفقة، قبل أن تتوفى، فهنا يكون ورثة الزوجة هما الطرف الثاني في الخصومة مع الزوج.

#### أثر تغيير الديانة أو الملة أو الطائفة
كانت المادة السابعة من القانون رقم 462 لسنة 1955، تنظّم أثر تغيير أحد الزوجين لدينة أو ملته أو طائفته على تحديد الشريعة واجبة التطبيق على العلاقة؛ حيث نصّت المادة على أنه لا يُعتَدّ بالتغيير في الديانة أو في الملة أو في الطائفة بعد رفع الدعوى ما لم يكن هذا التغيير إلى الإسلام، لكن يُعتَدّ بأي تغيير في الديانة أو في الملة أو في الطائفة إذا كان قبل رفع الدعوى. والحكمة من معيار وقت رفع الدعوى هي أن التغيير قبل رفع الدعوى غالباً ما يخلو من شبهة التحايل على القانون، أما التغيير الذي يتم أثناء سير الدعوى إلى غير الإسلام، فإن القانون يعتبره تغييراً مشوباً بالتحايل على القانون.
ولكن صدر القانون رقم 1 لسنة 2000، الذي ألغى القانون رقم 462 لسنة 1955؛ فتم إلغاء المادة السابعة من القانون الأخير، وذلك دون أن يحتوى القانون الجديد على نص بديل لنص المادة السابعة؛ أي أن القانون الحالي لا يعالج مشكلة هذه التغيير. لهذا ظهرت العديد من الآراء الفقهية التي تحاول وضع حل للمسألة، ومن هذه الآراء، الرأي القائل بأنه صحيح أن المادة السابعة من القانون القديم قد أُلغيت ولم تعد ملزمة باعتبارها تشريعاً، إلا أنها ما تزال ملزمة باعتبارها قاعدة عرفية؛ وذلك على أساس أن المحاكم قد استمرت في تطبيقها لمدة أربعة وأربعين سنة.

### وجود جهات قضائية ملية حتى 31 ديسمبر 1955
يشترط القانون وجود جهة قضائية منظمة للملة أو للطائفة التي ينتمي إليها طرفا العلاقة محل النزاع، إذا كانا متحدين في الديانة والملة والطائفة؛ حتى يتم تطبيق أحكام ملتهم وطائفتهم على هذا النزاع.

### عدم تعارض القاعدة المراد تطبيقها مع النظام العام
لا يجوز تطبيق قاعدة، تخص الديانة المسيحية أو اليهودية، تخالف «النظام العام» في مصر. لا يوجد في القانون مفهوم محدد لفكرة «النظام العام» الذي يجب ألا تخالفه الشرائع غير الإسلامية، كما لا يوجد اتفاق حول مصدر النظام العام: من حيث كونه مفهوماً علمانياً غير مستمد من الدين ويقوم على أعراف وتقاليد المجتمع المصري وحدها، أم أن مصدره هو أحكام الشريعة الإسلامية وحدها. لكن الراجح في الفقه القانوني المصري أن مفهوم فكرة النظام العام هو مفهوم مختلط بين المفهوم الديني والمفهوم العلماني: فهو يقوم على المبادئ العامة الموجودة في الشريعة الإسلامية، بالإضافة إلى أعراف وتقاليد المجتمع المصري. ومن أمثلة القواعد غير الإسلامية التي اعتبرها القضاء المصري مخالفة للنظام العام: قاعدة تزويج الأرملة لشقيق زوجها المتوفى، والموجودة عند اليهود الربانيين.

## حالة عدم التطبيق
يترتب على تخلف شرط من شروط تطبيق شريعة غير إسلامية في مصر، استبعاد أحكام تلك الشريعة من التطبيق، مع تطبيق أحكام الشريعة الإسلامية باعتبارها الشريعة العامة للبلاد. وفي هذه الحالة، يحق للزوج غير المسلم طلاق زوجته بإرادته المنفردة كما يفعل الزوج المسلم تماماً، وقد استقر قضاء محكمة النقض على أنه يحق للزوج المسيحي إيقاع الطلاق بإرادته المنفردة إذا كانت الشريعة الإسلامية تحكم العلاقة بينه وبين زوجته.
كما اتّجهت بعض الأحكام القضائية في مصر إلى أنه مثلما يحق للزوج غير المسلم أن يطلق زوجته بالإرادة المنفردة (إذا كانت الشريعة الإسلامية هي الشريعة واجبة التطبيق على علاقتهما)، فإنه يحق للزوجة غير المسلمة، في المقابل، أن تلجأ للقضاء لطلب الخُلع، إلا أن هذا الاتجاه القضائي لم يَحُز موافقة بعض المحاكم المصرية.
لكن لا يحق للزوج المسيحي أن يجمع بين أكثر من زوجة، كما يفعل الزوج المسلم، في حالة خضوعه للشريعة الإسلامية (نتيجة تخلف شرط من شروط تطبيق شريعته)؛ وذلك احتراماً لمبدأ حظر تعدد الزوجات، وهو أحد المبادئ المتعلقة بجوهر الديانة المسيحية، والتي يعد المسيحي مارقاً من دينه لو خالفها.